# Торе Бормида
То̀ре Бо̀рмида (на италиански: Torre Bormida; на пиемонтски: Tor Bormia, Тор Бормия) е село и община в Северна Италия, провинция Кунео, регион Пиемонт. Разположено е на 391 m надморска височина. Населението на общината е 210 души (към 2010 г.).